# Teterboro
Teterboro é um distrito localizado no estado americano de Nova Jérsei, no Condado de Bergen. Apesar de sua pequena população, neste distrito estão localizadas duas importantes instalações do estado de Nova Jérsei: o Aeroporto de Teterboro e o Museu e Hall da Fama da Aviação de New Jersey.

## Demografia
Segundo o censo americano de 2000, a sua população era de 18 habitantes.
Em 2006, foi estimada uma população de 18, um aumento de 0 (0.0%).

## Geografia
De acordo com o United States Census Bureau tem uma área de
2,9 km², dos quais 2,9 km² cobertos por terra e 0,0 km² cobertos por água.

## Localidades na vizinhança
O diagrama seguinte representa as localidades num raio de 4 km ao redor de Teterboro.